# Philippa Walton
Philippa Walton, född 1675, död 1749, var en brittisk affärsidkare.  Hon drev en av Englands större krutfabriker från 1711 och var under sin verksamhet en av de främsta bland dem som försåg den brittiska armén med krut, och tjänade en förmögenhet på sitt kontrakt med kronan. 
Hon var dotter till John Bourchier från Ipswich och gifte sig med Londonköpmannen William Walton, som grundade en krutfabrik i Waltham Abbey 1702, vilken hon tog över efter hans död.